# Malta Eurovision Song Contest 2018
Der Malta Eurovision Song Contest 2018 fand am 3. Februar 2018 statt und war der maltesische Vorentscheid für den Eurovision Song Contest 2018 in Lissabon (Portugal). Christabelle gewann mit ihrem Lied Taboo den Vorentscheid.

## Format

### Konzept
Mit der Bestätigung der Teilnahme Maltas beim Eurovision Song Contest 2018 gab man gleichzeitig bekannt, dass der MESC wieder als Vorentscheid dienen wird. Das Konzept entspricht dem Vorentscheid aus dem vergangenen Jahr, nachdem man das Halbfinale strich. So gab es 2018 wieder ein Finale mit 16 Teilnehmern, wo zum ersten Mal der Sieger durch 50 % Televoting und 50 % Juryvoting ermittelt wurde.

### Beitragswahl
Vom 7. Juli bis zum 1. September 2017 konnten Beiträge eingereicht werden. Dabei musste jeder Teilnehmer allerdings 150 Euro als Teilnehmergebühr bezahlen.
Insgesamt gingen 129 Beiträge bei TVM ein, die dann drei weitere Phasen durchlaufen. In der ersten Phase wurden die 129 Beiträge auf 60 Beiträge gekürzt. Bestimmt wurden diese von lokalen Jurys. In der zweiten Phase wurden die 60 Beiträge auf 30 Beiträgen gekürzt. Diese 30 Beiträge bestimmten lokale und internationale Jurys. Am 15. September stellte TVM die Liste mit den 30 Beiträgen vor, die nun in der dritten und letzten Phase auf 16 Beiträge gekürzt wurden.

## Teilnehmer
Am 11. Oktober gab TVM die 16 Finalisten bekannt, die intern von einer Jury bestimmt wurden. Unter ihnen waren Rückkehrer zum MESC. Brooke Borg versuchte schon 2016 und 2017 Malta zu vertreten, Christabelle Borg versuchte dies schon 2015 und 2016. Auch Deborah C versuchte nun im siebten Anlauf den Wettbewerb zu gewinnen. Aber auch Danica Muscat und Lawrence Gray haben schon mehrfach versucht, Malta beim ESC zu vertreten. Am bekanntesten von allen war wohl Richard Micallef, der Malta bereits 2014 beim ESC als Teil der Band Firelight vertrat.
| Platz | Startnr. | Interpret              | Lied Musik (M) und Text (T)                                                                     | Sprache                  | Übersetzung (inoffiziell) | AL | IS | IT | MK | CZ | Punkte | Punkte    | Punkte |
| Platz | Startnr. | Interpret              | Lied Musik (M) und Text (T)                                                                     | Sprache                  | Übersetzung (inoffiziell) | AL | IS | IT | MK | CZ | Jury   | Zuschauer | Gesamt |
| ----- | -------- | ---------------------- | ----------------------------------------------------------------------------------------------- | ------------------------ | ------------------------- | -- | -- | -- | -- | -- | ------ | --------- | ------ |
| 01.   | 13       | Christabelle Borg      | Taboo M/T: Johnny Sanchez, Thomas G:son, Christabelle Borg, Muxu                                | Englisch                 | Tabu                      | 12 | 12 | 12 | 12 | 12 | 60     | 73        | 133    |
| 02.   | 08       | Richard & Joe Micallef | Song for Dad M/T: Cyprian Cassar, Richard Micallef                                              | Englisch                 | Lied für Vater            | 10 | 5  | 5  | 7  | 4  | 31     | 67        | 098    |
| 03.   | 12       | Brooke Borg            | Heart of Gold M/T: Borislav Milanov, Dag Lundberg, Niklas Lif, Brooke Borg                      | Englisch                 | Herz aus Gold             | 8  | 6  | 10 | 10 | 3  | 37     | 47        | 084    |
| 04.   | 01       | Aidan                  | Dai Laga M/T: Aidan Cassar                                                                      | Englisch mit Hindi-Titel | Habe eine Chance          | 6  | 10 | 7  | 3  | 8  | 34     | 08        | 042    |
| 05.   | 10       | Eleanor Cassar         | Back to Life M/T: Jonas Gladnikoff, Michael James Down                                          | Englisch                 | Zurück ins Leben          | 7  | 2  | 1  | 8  | 1  | 19     | 17        | 036    |
| 06.   | 16       | Petra                  | Evolution M/T: Elton Zarb, Muxu                                                                 | Englisch                 | Evolution                 | 3  | 7  | 6  | 4  | 7  | 27     | 06        | 033    |
| 07.   | 04       | Matthew Anthony        | Call 2morrow M/T: Jonas Gladnikoff, Tom Wiklund, Peder Eriksson                                 | Englisch                 | Rufe morgen               | 4  | 3  | 8  | 6  | 5  | 26     | 06        | 032    |
| 08.   | 03       | Jasmine Abela          | Supernovas M/T: Charlie Mason, Jonas Thander                                                    | Englisch                 | Supernovas                | 2  | 8  | –  | 5  | 10 | 25     | 06        | 031    |
| 09.   | 15       | Avenue Sky             | We can Run M/T: Jonas Gladnikoff, Matthew Ker, Glen Vella                                       | Englisch                 | Wir können rennen         | 1  | –  | –  | –  | –  | 01     | 15        | 016    |
| 10.   | 06       | Dwett                  | Breaking Point M/T: Elton Zarb, Muxu                                                            | Englisch                 | Bruchpunkt                | –  | –  | –  | 1  | 2  | 03     | 12        | 015    |
| 11.   | 11       | Rhiannon               | Beyond Blue Horizons M/T: Rhiannon Micallef, Cyprian Cassar                                     | English                  | Über blauen Horizonten    | –  | 1  | –  | 2  | 6  | 09     | 05        | 014    |
| 12.   | 02       | Miriana Conte          | Rocket M/T: Cyprian Cassar, Muxu                                                                | Englisch                 | Rakete                    | 5  | 4  | –  | –  | –  | 09     | 05        | 014    |
| 13.   | 14       | Deborah C              | Turn it Up M/T: Christian Schneider, Aidan O’Connor, Sara Biglert, Erik Grönwall                | Englisch                 | Auftauchen                | –  | –  | –  | –  | –  | 0      | 13        | 013    |
| 14.   | 09       | Tiziana Calleja        | First Time M/T: Tina Stenberg                                                                   | Englisch                 | Erstes Mal                | –  | –  | 4  | –  | –  | 04     | 08        | 012    |
| 15.   | 07       | Lawrence Gray          | Love Renegade M/T: Cyprian Cassar, Muxu                                                         | Englisch                 | Abtrünnige Liebe          | –  | –  | 3  | –  | –  | 03     | 04        | 07     |
| 16.   | 05       | Danica Muscat          | One step at a Time M/T: John Ballard, Ruth Mussie, Jerusalem Yemane, Irena Krstva, Kian Fakhary | Englisch                 | Ein Schritt mit der Zeit  | –  | –  | 2  | –  | –  | 02     | 01        | 03     |